# HD 89307
HD 89307 è una stella nana gialla di sequenza principale situata a circa 106 anni luce nella costellazione del Leone. Ha una magnitudine apparente di 7,06, con una temperatura superficiale di 5961 ± 34 K. La massa della stella è identica al valore di quella del Sole, ma ha una luminosità del 24% superiore. In termini di età, può essere un po' 'più vecchio del Sole, con un'età approssimativa di 4900 ± 2,9 miliardi di anni.
HD 89307 ha un contenuto di metalli del 25% inferiore a quelli del Sole, e il suo tasso di metallicità [Fe / H] = -0,12.
I livelli di silicio, titanio, sodio, e nichel sono anch'essi inferiori.

## Sistema planetario
Nel dicembre 2004 è stato identificato un pianeta extrasolare orbitare intorno alla stella. Si tratta di un gigante gassoso avente una massa minima doppia rispetto a quella di Giove, che orbita attorno alla stella in 2199 giorni ad una distanza media di 3,34 UA.
Nonostante la stella sia un po' più luminosa del Sole il pianeta si trova oltre il limite esterno della zona abitabile, la cui zona centrale è situata a 1,5 UA dalla stella.
Il sistema di HD 89307
| Pianeta | Massa       | Periodo orb.     | Sem. maggiore  | Eccentricità | Scoperta |
| ------- | ----------- | ---------------- | -------------- | ------------ | -------- |
| b       | ≥2 ± 0,4 MJ | 2199 ± 61 giorni | 3,34 ± 0,17 UA | 0,25         | 2004     |